# Доктор Куин, женщина-врач
«Доктор Куин, женщина-врач» (англ.  Dr. Quinn, Medicine Woman) — американский драматический телесериал. Был отмечен множеством наград за игру актёров, высокое качество исторических декораций и костюмов. Звучащий как тавтология российский перевод названия, является искажённым «Доктор Куин, женщина-знахарь (-шаман)», чем подчёркивается симпатия главных героев сериала к североамериканским индейцам (см. Medicine man).
Премьерный показ начался 1 января 1993 года в США на телеканале CBS и продолжался 6 сезонов до 16 мая 1998 года. 14 сентября 1993 года показ начался во Франции, а 25 апреля 1994 года в России, всего сериал был показан более чем в ста странах. В США на протяжении всех шести сезонов сериал транслировался в 8 часов вечера субботы и явился одним из последних оригинальных сериалов, которые имели долгосрочный успех, выходя в эфир субботним вечером. «Доктор Куин» также является последним на данный момент успешным телесериалом в жанре вестерн.
Сериал выиграл в общей сложности четыре премии «Эмми». В 1996 году Джейн Сеймур выиграла «Золотой глобус» за свою роль. Сеймур и Барбара Бэбкок несколько раз были номинированы на «Эмми»: в категориях «Лучшая актриса в драматическом сериале» и «Лучшая актриса второго плана в комедийном сериале» соответственно.

## Сюжет
Микаэ́ла Куи́н (Michaela Quinn) родилась 15 февраля 1833 года в Бостоне, в богатой семье. Окончила Женский медицинский колледж Пенсильвании. После получения диплома работала врачом в клинике вместе со своим отцом Джозефом Куином.
После смерти отца, в 1867 году Микаэла Куин решает изменить свою жизнь. Она приезжает в маленький городок Колорадо-Спрингс на Диком Западе, чтобы стать там врачом. Но ей ещё предстоит доказать, что женщина тоже может быть врачом и, самое главное, восприниматься как врач.
В Колорадо-Спрингс Микаэла знакомится с местной акушеркой Шарлоттой Купер (Charlotte Cooper), но через некоторое время та погибает от укуса гремучей змеи. На смертном одре Шарлотта просит Микаэлу Куин позаботиться о своих троих детях.
В Колорадо-Спрингс Микаэла находит и любовь всей своей жизни — траппера Ба́йрона Са́лли (Byron Sully).
Сериал рассказывает о повседневной жизни и проблемах Дикого Запада того времени, буднях врача в небольшом городке, необычных случаях во врачебной практике.

## В ролях

### В главных ролях
- Джейн Сеймур — доктор Микаэла Куин
- Джо Ландо — Байрон Салли
- Чед Аллен — Мэтью Купер
- Эрика Флорес — Колин Купер (до середины 3-го сезона)
- Джессика Боуман — Колин Купер Кук (с 3 сезона)
- Шон Тувей — Брайан Купер

### Второстепенные роли
- Орсон Бин — Лорен Брэй
- Уильям Шокли — Хэнк Лоусон
- Джим Нобелок — Джейк Сликер
- Фрэнк Коллисон — Хорас Бинг
- Джеффри Лоуэр — Преподобный Тимоти Джонсон
- Барбара Бэбкок — Дороти Дженнингс
- Ларри Селлерс — Танцующее Облако
- Генри Г. Сандерс — Роберт И.
- Джонелл Аллен[англ.] — Грейс
- Хелен Ади — Майра
- Гейл Стрикленд — Олив Дэвис
- Ник Рамус — Чёрный Котёл
- Танту Кардинал — Снежная Птица
- Джейсон Леланд Адамс — Генерал Джордж Кастер / Престон Лодж III

## Награды и номинации
Сериал был неоднократным номинантом и лауреатом премий, в том числе Золотой глобус и Эмми.
| Год  | Премия                                | Категория                                                                                  | Получатель           | Результат |
| ---- | ------------------------------------- | ------------------------------------------------------------------------------------------ | -------------------- | --------- |
| 1993 | Эмми                                  | Лучшая приглашенная актриса драматического сериала                                         | Дайан Ладд           | Номинация |
| 1993 | Эмми                                  | Лучшие костюмы для сериала                                                                 |                      | Номинация |
| 1993 | Эмми                                  | Лучший грим для сериала                                                                    |                      | Номинация |
| 1993 | Эмми                                  | Лучший монтаж звука в драматическом сериале                                                |                      | Номинация |
| 1994 | Золотой глобус                        | Лучший телевизионный драматический сериал                                                  |                      | Номинация |
| 1994 | Золотой глобус                        | Лучшая женская роль в телевизионном драматическом сериале                                  | Джейн Сеймур         | Номинация |
| 1994 | Эмми                                  | Выдающиеся достижения в кинематографии в сериале                                           |                      | Победа    |
| 1994 | Эмми                                  | Лучшие причёски для сериала                                                                |                      | Победа    |
| 1994 | Эмми                                  | Лучшие костюмы для сериала                                                                 |                      | Номинация |
| 1994 | Эмми                                  | Лучшая женская роль в драматическом телесериале                                            | Джейн Сеймур         | Номинация |
| 1994 | ASC Award                             | Выдающиеся достижения в кинематографии в сериале                                           |                      | Победа    |
| 1994 | Молодой актёр (кинопремия)            | Лучший актёр до десяти лет в телесериале или шоу                                           | Shawn Toovey         | Победа    |
| 1994 | Молодой актёр (кинопремия)            | Лучший новый телесериал                                                                    |                      | Победа    |
| 1994 | Молодой актёр (кинопремия)            | Молодая актриса главной роли в телесериале                                                 | Erika Flores         | Номинация |
| 1995 | Золотой глобус                        | Лучшая женская роль в телевизионном драматическом сериале                                  | Джейн Сеймур         | Номинация |
| 1995 | Эмми                                  | Лучшие причёски сериала                                                                    |                      | Победа    |
| 1995 | Эмми                                  | Выдающиеся достижения в кинематографии — сериал                                            |                      | Номинация |
| 1995 | Эмми                                  | Лучший грим для сериала                                                                    |                      | Номинация |
| 1995 | Эмми                                  | Лучшее звуковое редактирование в сериале                                                   |                      | Номинация |
| 1995 | Эмми                                  | Лучшая актриса второго плана в драматическом сериале                                       | Барбара Бэбкок       | Номинация |
| 1995 | ASC Award                             | Выдающиеся достижения в кинематографии — сериал                                            |                      | Номинация |
| 1995 | TV Prize (Швеция)                     | Лучшая иностранная телепрограмма                                                           |                      | Победа    |
| 1995 | TP de Oro (Испания)                   | Лучший иностранный сериал                                                                  |                      | Победа    |
| 1995 | Премия Гильдии киноактёров США        | Лучшая женская роль в драматическом сериале                                                | Джейн Сеймур         | Номинация |
| 1995 | Молодой актёр (кинопремия)            | Лучшая работа молодого актёра в драматическом сериале                                      | Shawn Toovey         | Победа    |
| 1995 | Молодой актёр (кинопремия)            | Лучшая работа молодого актёра — телевизионная приглашённая звезда                          | Росс Мэлингер        | Номинация |
| 1995 | Молодой актёр (кинопремия)            | Лучшая работа молодой актрисы — телевизионная приглашённая звезда                          | Sabrina Wiener       | Номинация |
| 1995 | Молодой актёр (кинопремия)            | Лучшая работа молодой актрисы — телевизионная приглашённая звезда                          | Haylie Johnson       | Номинация |
| 1996 | Золотой глобус                        | Лучшая женская роль в телевизионном драматическом сериале                                  | Джейн Сеймур         | Победа    |
| 1996 | Эмми                                  | Лучшие причёски для сериала                                                                |                      | Победа    |
| 1996 | Эмми                                  | Лучшие костюмы для сериала                                                                 |                      | Номинация |
| 1996 | Эмми                                  | Лучшее звуковое редактирование в сериале                                                   |                      | Номинация |
| 1996 | TP de Oro (Испания)                   | Лучший иностранный сериал                                                                  |                      | Номинация |
| 1996 | Молодой актёр (кинопремия)            |                                                                                            |                      | Победа    |
| 1996 | Молодой актёр (кинопремия)            | Лучшая работа молодого актёра — телевизионный драматический сериал                         | Shawn Toovey         | Победа    |
| 1996 | Молодой актёр (кинопремия)            | Лучшая работа молодой актрисы — телевизионный драматический сериал                         | Джессика Боуман      | Победа    |
| 1996 | Молодой актёр (кинопремия)            | Лучшая работа молодого актёра — приглашенного на главную роль телевизионного сериала       | John Christian Graas | Номинация |
| 1997 | Золотой глобус                        | Лучшая женская роль в телевизионном драматическом сериале                                  | Джейн Сеймур         | Номинация |
| 1997 | Эмми                                  | Лучшие причёски для сериала                                                                |                      | Номинация |
| 1997 | Премия Гильдии киноактёров США        | Лучшая женская роль в драматическом сериале                                                | Джейн Сеймур         | Номинация |
| 1997 | Western Heritage Awards               | Телевизионная драма                                                                        |                      | Победа    |
| 1997 | Молодой актёр (кинопремия)            | Лучшая работа в драматическом сериале — молодой актёр                                      | Shawn Toovey         | Победа    |
| 1997 | Молодой актёр (кинопремия)            | Лучшая работа в драматическом сериале — приглашенный молодой актёр                         | Zachary McLemore     | Номинация |
| 1997 | Молодой актёр (кинопремия)            | Лучшая работа в драматическом сериале — молодая актриса                                    | Джессика Боуман      | Номинация |
| 1997 | YoungStar Awards                      | Лучшая работа молодой актрисы в телевизионном драматическом сериале                        | Джессика Боуман      | Номинация |
| 1998 | Эмми                                  | Лучшие причёски в сериале                                                                  |                      | Номинация |
| 1998 | Эмми                                  | Лучшая женская роль в драматическом телесериале                                            | Джейн Сеймур         | Номинация |
| 1998 | Viewers for Quality Television Awards | Лучшая актриса в драматическом сериале                                                     | Джейн Сеймур         | Номинация |
| 1998 | Молодой актёр (кинопремия)            | Лучшая работа в телевизионном драматическом или комедийном сериале — ведущий молодой актёр | Shawn Toovey         | Номинация |
| 1998 | Молодой актёр (кинопремия)            | Лучшая работа в телевизионном драматическом или комедийном сериале — ведущий молодой актёр | Джессика Боуман      | Номинация |
| 1999 | Молодой актёр (кинопремия)            | Лучшая работа в телевизионном драматическом или комедийном сериале — ведущий молодой актёр | Shawn Toovey         | Номинация |